# Secretaría de Estado para Iberoamérica
La Secretaría de Estado para Iberoamérica y el Caribe y el Español en el Mundo de España es el órgano superior del Ministerio de Asuntos Exteriores, Unión Europea y Cooperación responsable, bajo la dirección del ministro, de la formulación, dirección, ejecución, seguimiento y evaluación de la política exterior para Iberoamérica y el Caribe; así como de la formulación, coordinación y ejecución de la política exterior de España para la defensa y promoción del español en el mundo, sin perjuicio de las competencias de los ministerios de Cultura y de Educación, Formación Profesional y Deportes en este ámbito.
Asimismo, asume la preparación y coordinación de las Cumbres Iberoamericanas y la planificación e impulso de las actividades de la Comunidad Iberoamericana de Naciones; la colaboración y el apoyo a las funciones de la Secretaría General Iberoamericana; y el fomento y la coordinación de la presencia de España en la Organización de Estados Americanos y en los distintos organismos y entidades multilaterales de ámbito iberoamericano, sin perjuicio de las competencias de otros Departamentos.

## Historia
La Secretaría de Estado para Iberoamérica, que traza sus orígenes en la Secretaría de Estado de Cooperación Internacional y para Iberoamérica de 1985, fue creada por primera vez de forma autónoma en septiembre de 2006, bajo el mandato del ministro Miguel Ángel Moratinos. Durante su primera etapa (2006-2010), la Secretaría de Estado estuvo compuesta de dos órganos directivos: la Dirección General de Política Exterior para Iberoamérica y la Dirección General de Organismos Multilaterales Iberoamericanos. Se suprimió en julio de 2010, pasando sus funciones a la Secretaría de Estado de Asuntos Exteriores.
Apenas año y medio después, en diciembre de 2011, el nuevo ministro de Exteriores, José Manuel García-Margallo, recuperó este órgano superior con un único órgano directivo, la Dirección General de Política Exterior que desde finales de 2010 se denominó Dirección General para Iberoamérica. Este cambio apenas duró unos días y no se llegó a nombrar un titular, puesto que en enero de 2012 se suprimió y se integraron sus funciones en la Secretaría de Estado de Cooperación Internacional.
No será hasta julio de 2021, bajo el mandato del ministro José Manuel Albares, que estas funciones volverán a tener una Secretaría de Estado propia. Durante los casi diez años que estas competencias estuvieron en otras Secretarías de Estado, sus órganos cambiaron de denominación para «impulsar las relaciones con el área del Caribe»; así, la Secretaría de Estado se recuperó bajo la denominación de Secretaría de Estado para Iberoamérica y el Caribe y el Español en el Mundo y se compuso de dos órganos directivos: la Dirección General para Iberoamérica y el Caribe y la Dirección General del Español en el Mundo.

## Estructura
La Secretaría de Estado se compone de dos órganos directivos:
- La Dirección General para Iberoamérica y el Caribe.
  - La Subdirección General de México, Centroamérica y Caribe.
  - La Subdirección General de Países Andinos.
  - La Subdirección General de Países del MERCOSUR y Organismos Multilaterales Iberoamericanos
- La Dirección General del Español en el Mundo.
  - La Subdirección General de Coherencia en la Acción de Fomento del Español.
  - La Subdirección General de Fomento del Español en el Mundo.

A esta Secretaría de Estado se adscribe el Instituto Cervantes.

## Presupuesto
La Secretaría de Estado para Iberoamérica tiene un presupuesto asignado de 173 216 370 € para el año 2023. De acuerdo con los Presupuestos Generales del Estado de 2023, la Secretaría participa en cuatro programas:
| N.º Programa                                 | Programa | Dotación      | Ref.   |
| -------------------------------------------- | --- | ------------- | ------ |
| 142A                                         | Acción del Estado en el exterior                                                                               | 5 751 420 €   | [ 10 ] |
| 144A                                         | Cooperación, promoción y difusión cultural en el exterior a través del Instituto Cervantes                     | 143 189 950 € | [ 11 ] |
| 14KB C11.I02                                 | Proyectos tractores de digitalización de la Administración General del Estado a través del Instituto Cervantes | 135 000 €     | [ 12 ] |
| 14SA C19.I01                                 | Competencias digitales transversales a través del Instituto Cervantes                                          | 24 140 000 €  | [ 13 ] |
| Total presupuesto de la Secretaría de Estado | Total presupuesto de la Secretaría de Estado                                                                   | 173 216 370 € |        |

## Titulares
1. Trinidad Jiménez García Herrera (2006-2009)[14]
2. Juan Pablo de Laiglesia (2009-2010)[15]
3. Juan Fernández Trigo (2021-2023)[16]
4. Susana Sumelzo Jordán (2023-presente)[17]